# Základní škola Dukelská (České Budějovice)
Budova Základní školy Dukelská, dříve německé obchodní školy, je školní budova z roku 1913 v Českých Budějovicích. Patří mezi kulturní památky.

## Historie

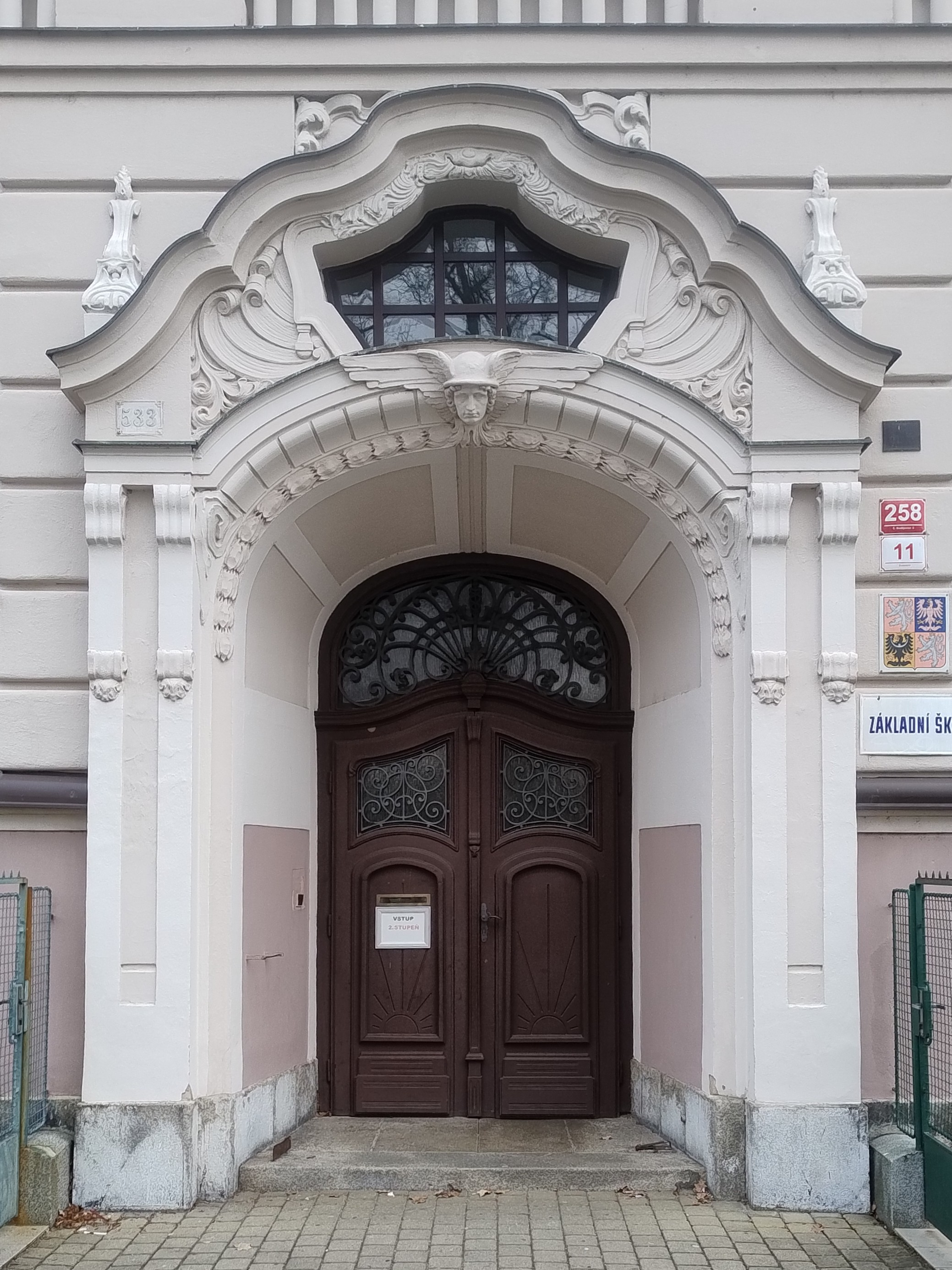
Portál původně německé obchodní školy v Dukelské 11, České Budějovice

Novostavba v Doudlebské (dnes Dukelské) ulici vznikla v rámci výstavby škol a rodinných domů, která zde po roce 1900 navázala z jihu na historické centrum Českých Budějovic. Je součástí tzv. Vídeňského předměstí. Postavena byla pro žáky německé chlapecké obchodní školy. Pro základní vzdělávání je užívána od padesátých let 20. století.

## Architektura
Autorem projektu byl patrně významný budějovický stavitel Johann Stepan. Výstavba proběhla v letech 1912–1913. V roce 1926 byla budova výrazně rozšířena budějovickým stavitelem Augustinem Teverným. Ten dodržel její starší stylové řešení, ale půdorys rozvinul do tvaru písmene U, jehož nejdelší křídlo kopíruje frontu Alešovy ulice.
Budova je považována za „kvalitní příklad školní budovy v doznívajícím historizujícím slohu s prvky geometrické secese z počátku 20. století“. Hlavní vstup z Dukelské ulice je bohatě členěn štukovou výzdobou. V nejvyšším bodě portálu je umístěno plastické vyobrazení Merkura, římského boha obchodu. V interiérech jsou dochovány některé původní prvky: dvojice schodišť s kovovým zábradlím, prosklené vstupní dveře s kovanými mřížemi a rovněž kyvné, prosklené vnitřní dveře nad vstupním schodištěm. V roce 2022 budova získal statut kulturní památky.

## Pozdější přístavby
V osmdesátých letech byla v areálu školy vystavěna dvoupodlažní školní jídelna. K fasádě ve vnitřním dvoře byla v roce 2024 přimknuta novostavby tělocvičny. U této přístavby byla kritizována její podoba, upřednostnění nejlevnější nabídky a absence architektonická studie.